# Ilias Alhaft
Ilias Alhaft (* 23. Februar 1997 in Rotterdam) ist ein niederländisch-marokkanischer Fußballspieler.

## Karriere
Ilias Alhaft erlernte das Fußballspielen in den Jugendmannschaften von RVVH Ridderkerk und Sparta Rotterdam. Bei Sparta Rotterdam unterschrieb er am 1. Juli 2016 auch seinen ersten Vertrag. Der Verein aus Rotterdam spielte in der zweiten Liga, der Eerste Divisie. Am Ende der Saison 2015/16 feierte er mit dem Verein die Zweitligameisterschaft sowie den Aufstieg in die erste Liga. Für die erste Mannschaft bestritt er insgesamt 23 Ligaspiele. In der zweiten Mannschaft Jong Sparta, die in der Reserveliga und der dritten Liga spielte, bestritt er 53 Ligaspiele. Im Januar 2019 wechselte er zum Zweitligisten Almere City. Am Ende er Saison 2022/23 wurde er mit dem Tabellendritter und qualifizierte sich somit für die Aufstiegsspiele zur ersten Liga. Hier konnte man sich in zwei Spielen gegen den FC Emmen mit 4:1 durchsetzen und stieg somit in die erste Liga auf. In der ersten Mannschaft bestritt er insgesamt 93 Ligaspiele. Hierbei erzielte er 18 Treffer. In der zweiten Mannschaft, die in der vierten Liga spielte, kam er zweimal zum Einsatz. Nach dem Aufstieg verließ er den Verein. Im August 2023 wechselte er nach Jerewan zum Erstligisten FC Noah Jerewan. Hier stand er eine Spielzeit unter Vertrag und bestritt 32 Ligaspiele. Im September 2024 kehrte er in seine Heimat zurück. Hier schloss er sich in Leeuwarden dem Zweitigisten SC Cambuur an. Hier bestritt er 25 Ligaspiele. Im Sommer 2025 zog es ihn nach Thailand, wo er in Bangkok einen Vertrag beim Erstligisten Bangkok United unterschrieb.

## Erfolge
Sparta Rotterdam
- Niederländischer Zweitligameister: 2015/16